# Église d'Hulsig
L’Église d’Hulsig (danois : Hulsig Kirke) est une église située dans le village d’Hulsig, à 10 km au sud de Skagen dans l'extrême Nord du Jutland, Danemark.

## Histoire et description
La petite église isolée dans les dunes de sable près de la route principale a été terminée en 1894. Dessinée par Vilhelm Ahlmann (en) dans le style néoroman, le bâtiment en brique rouge consiste en un chœur triangulaire et une nef. Sur la partie ouest on trouve un clocher muni d'une flèche. La peinture sur le retable est une copie de Hyrden finder det bortløbne lam (Le berger trouve le Mouton égaré) de Joakim Skovgaard. L'orgue de 1972 a été conçu par Peter Bruhn.